# Гай Требаций Теста
Гай Треба́ций Те́ста (лат. Gaius Trebatius Testa (Thaesta); родился, приблизительно, в 84 году до н. э., Велий, Лукания — умер, по одной из версий, в 4 году до н. э., Рим, Римская империя) — римский правовед, современник и адресат нескольких писем Марка Туллия Цицерона. На заключительном этапе Галльской войны служил военным трибуном в армии Гая Юлия Цезаря.

## Происхождение
Происходил из луканского города Велий (совр. Элея) и принадлежал к всадническому сословию. О его семье ничего неизвестно, кроме того, что он имел родного брата, легата Цезаря.

## Биография
Требаций изучал юриспруденцию у Квинта Корнелия Максима. Он стал близким другом Марка Туллия Цицерона, который в 55 году до н. э. рекомендовал Цезарю взять с собой в военный поход Тесту. Во время манёвров Гая Юлия в Галлии Требаций не принимал никакого участия в боевых действиях легионных солдат: он исполнял обязанности юриста при армии.
Упомянут Светонием в числе сенатской делегации, явившейся в полном составе к диктатору в конце 45 года до н. э. с целью вручить ему множество постановлений ввиду победоносного завершения гражданской войны. После убийства Юлия Цезаря в марте 44 до н. э. Гай Требаций стал сторонником Октавиана. Занимал должность квестора, но от дальнейшей политической карьеры отказался. Содействовал принятию в 16 году до н. э. законодательства, касающегося особенностей действия завещаний и их разновидностей, процедур бракосочетаний.
Теста был членом интеллектуального кружка Гая Цильния Мецената.
Скончался в Риме, по одной из версий, в 4 году до н. э.

## Наследие
Своими работами Гай Требаций заслужил непререкаемый авторитет у своих современников. Существенная часть его трудов и юридических наработок посвящена гражданскому праву. Ими пользовались последующие поколения римских юристов вплоть до III века.
Теста стал учителем выдающегося юриста Марка Антистия Лабеона.

## Труды
- «О религиозном культе» (лат. De religionibus);
- «О гражданском праве» (лат. De iure civili).